# Teofil III (patriarcha Jerozolimy)
Patriarcha Teofil III (ur. 4 kwietnia 1952 w Gargaliane (Grecja) jako Ηλίας Γιαννόπουλος (Ilias Giannopoulos) – tytularnie: Wielce Bosko Błogosławiony patriarcha Świętego Miasta Jerozolimy i całej Palestyny, Syrii, Arabii, Kany Galilejskiej i Świętego Syjonu, od 2005 zwierzchnik prawosławnego patriarchatu Jerozolimy.

## Życiorys
W 1964 wstąpił do Bractwa św. Grobu, w tym samym roku rozpoczął także naukę w jerozolimskiej szkole patriarszej. W 1970 został postrzyżony z imieniem Teofil, następnie zaś wyświęcony na diakona. Pięć lat później przyjął święcenia kapłańskie. W tym samym roku synod patriarchatu jerozolimskiego skierował go na studia teologiczne do Aten. 
Po powrocie do Jerozolimy niósł służbę w sekretariacie świątobliwego synodu, a od 1981 pracował w redakcji miesięcznika „Nea Sion”. W 1985, po pięcioletnich studiach w Anglii, został wyznaczony na sekretarza do spraw stosunków zewnętrznych patriarchatu. W 1988 został przedstawicielem patriarchatu jerozolimskiego w Komitecie Centralnym Światowej Rady Kościołów. 
Od 1991 do 1996 był igumenem monasteru św. Jerzego Zwycięzcy w Kanie Galilejskiej, zaś od 2002 do 2004 – przedstawicielem patriarchy jerozolimskiego przy patriarsze moskiewskim i całej Rusi. Po powrocie do kraju został starszym obrońcą Świętego Grobu i członkiem synodu patriarchatu jerozolimskiego. Jego chirotonia na biskupa Taboru odbyła się 14 lutego 2005. 22 lipca 2005 Teofil III objął tron patriarszy zastępując tym samym zmuszonego do dymisji patriarchę Ireneusza. 
Teofil III, zgodnie z lokalną tradycją, nosi oficjalny tytuł „Wielce Błogosławionego Patriarchy Świętego Miasta Jerozolimy i całej Palestyny” i jest 141. patriarchą w historii tego Kościoła. Katedrą patriarszą jest sobór Zmartwychwstania Chrystusa w Jerozolimie.
W czerwcu 2016 r. przewodniczył delegacji Patriarchatu Jerozolimskiego na Sobór Wszechprawosławny na Krecie.

## Odznaczenia
- Order Księcia Jarosława Mądrego I klasy – Ukraina[2]